# アレクサンドル2世暗殺事件 (1881年)
アレクサンドル2世暗殺事件（アレクサンドル2せいあんさつじけん）は、1881年3月13日（ユリウス暦3月1日）にロシア帝国サンクトペテルブルクで発生した暗殺事件である。ロシア皇帝アレクサンドル2世がミハイロフスキー馬場から馬車で冬宮殿へ戻る途中で遭難した。
暗殺は『人民の意志』本部委員会の、主としてアンドレイ・ジェリャーボフによって計画された。ソフィア・ペロフスカヤに率いられた4人の暗殺者のうち、2人が実際の暗殺に加担した。そのうちのひとり、ニコライ・リサコフが投げた爆弾が馬車を破壊し、皇帝が馬車から降りた後、もうひとりの暗殺者、イグナツィ・フリニェヴィエツキが投げた爆弾が皇帝に致命傷を与えた。
アレクサンドル2世はそれまでにも、ドミトリー・カラコゾフとアレクサンドル・ソロヴィエフによるザポリージャでの御召列車の爆破計画や、1880年2月に起きた冬宮殿の爆破事件など、複数回の暗殺未遂事件に遭遇していた。この暗殺事件は、19世紀の反体制運動の最も成功した事例とされている。

## 計画
1879年8月25日から26日の戴冠記念日にかけ、22人からなる『人民の意思』本部委員会は、アレクサンドル2世暗殺を決定した。革命の勃発を狙うためであった。この日より約1年半の間に計画された複数の皇帝暗殺計画はことごとく失敗している。委員会はこれを受け、毎週日曜日に皇帝がミハイロフスキー馬場から冬宮殿へ戻る途上を狙うことに決定した。
計画の主実行者にはアンドレイ・ジェリャーボフが当たることとなった。彼らは数ヶ月にわたって皇帝のルーチンを調べ上げ、側近たちが別の予定を提案することも考慮した。皇帝はいつもマラヤ・ソドーヴァヤ通りを抜けるか、エカテリーナ運河沿いに帰宮していた。マラヤ・ソドーヴァヤ通りを通るコースなら、通りに埋めた地雷を起爆させ、更に成功を確かなものにするため、通りの角には4人が爆弾を持ってうろつくことになった。4人は地雷の爆破後に皇帝に近寄り、必要に応じて手にした爆弾を投げつける。運河沿いのコースなら、爆弾の投擲のみが頼れる手段だった。イグナツィ・フリニェヴィエツキ、ニコライ・リサコフ、ティモフェイ・ミハイロフ、イワン・イェメリアノフが投擲役に志願した。
組織はマラヤ・ソドーヴァヤ通りのエリセーエフ商店にチーズ店を開き、部屋のひとつから通りの中央まで延びるトンネルを掘った。通りの下に大量のダイナマイトを埋めるためだった。手投げ式爆弾はニコライ・キバリチチがデザインし、主になって制作した。実行前夜、ペロフスカヤとヴェーラ・フィグネル（ペロフスカヤと並び、本部委員会の7人の女性のひとり）が爆弾の組み立てに参加している。
爆破を取り仕切るのはジェリャーボフで、地雷も爆弾も成功しない場合には、彼が短剣かピストルでアレクサンドル2世を襲う手はずになっていた。実行の2日前にジェリャーボフが逮捕されたため、彼の妻であるソフィア・ペロフスカヤが代わりをつとめることになった。

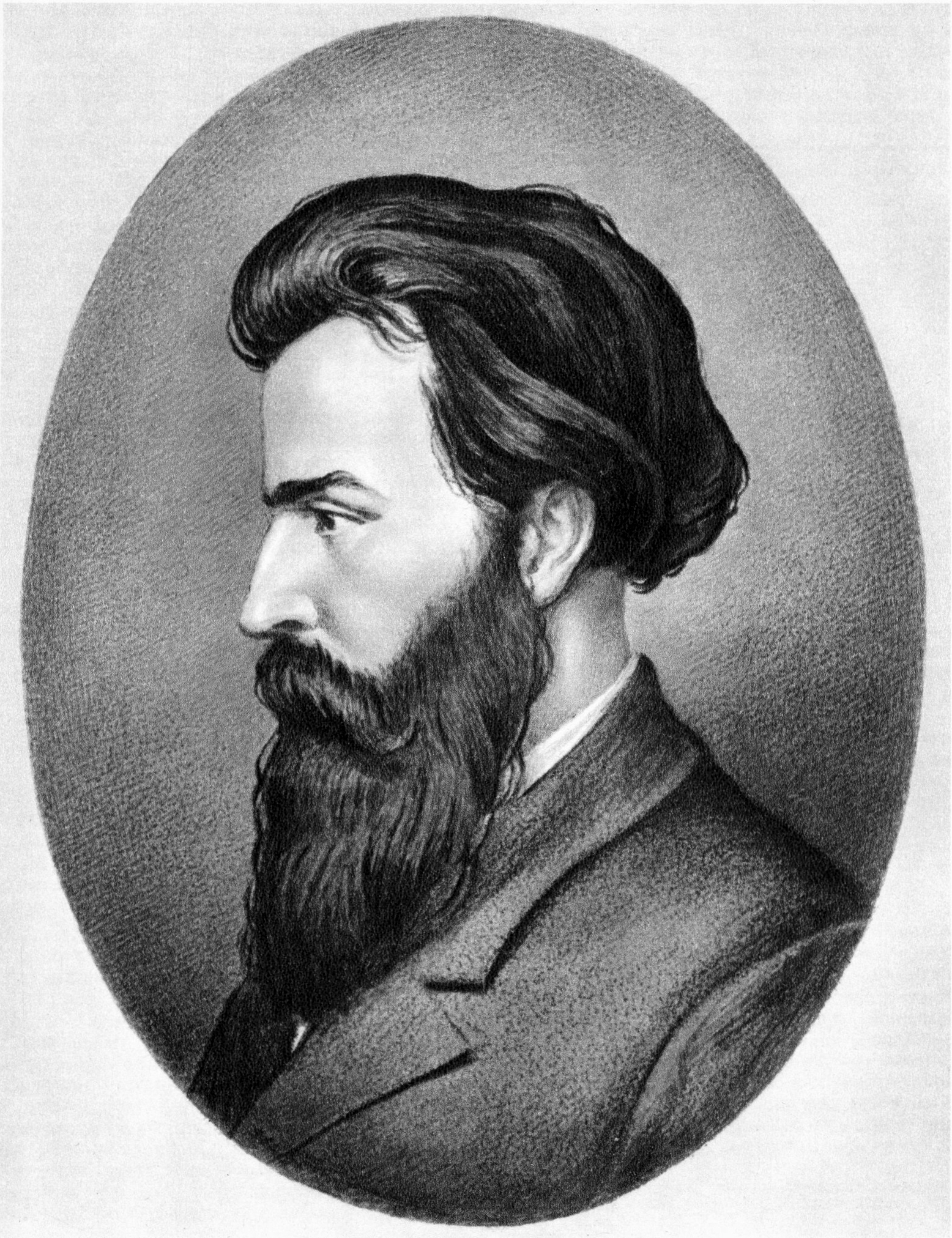
アンドレイ・ジェリャーボフ
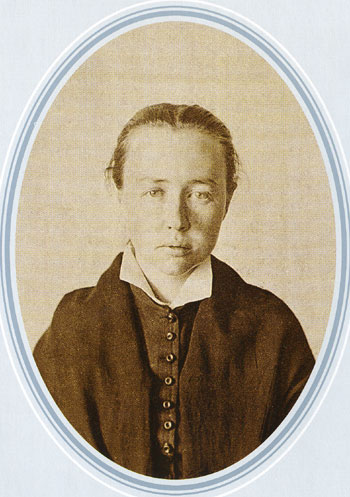
ソフィア・ペロフスカヤ
ニコライ・リサコフ
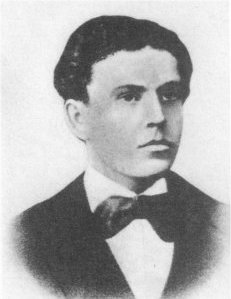
イグナツィ・フリニェヴィエツキ
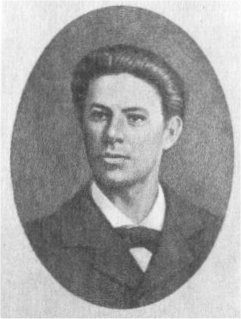
イワン・イェメリアノフ
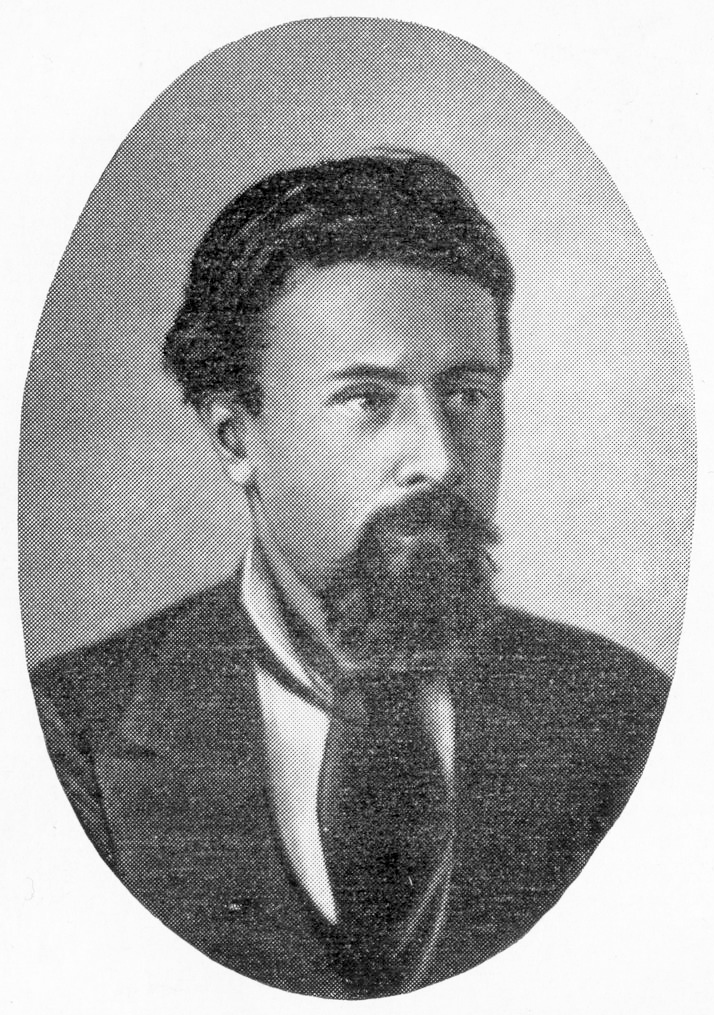
ニコライ・キバリチチ
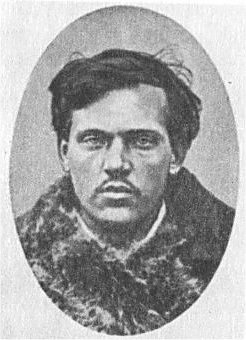
ティモフェイ・ミハイロフ
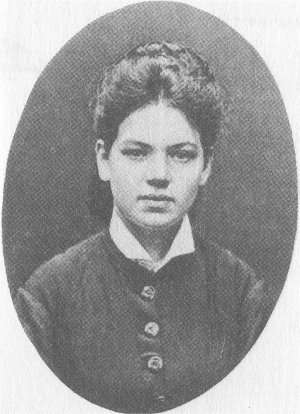
ゲーシャ・ゲルフマン
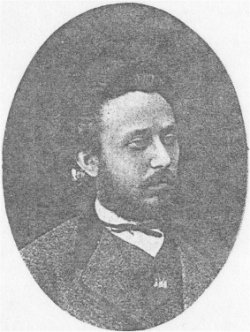
ニコライ・サブリン
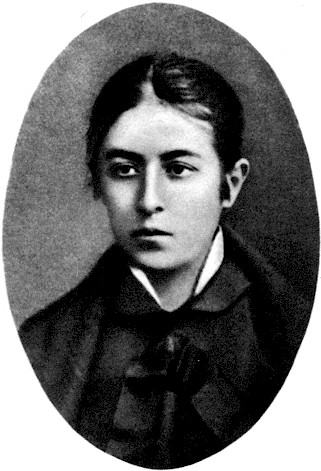
ヴェーラ・フィグネル

## 暗殺
アレクサンドル2世は、馬場への往復に2頭立ての2人乗りキャリッジを用いていた。5人の騎馬コサック兵が付き従い、6人目のコサックとしてポーランド貴族フランク・ヨーゼフ・ヤコウスキーが御者の左に座っていた。御召馬車の後方には、警察長官ドヴォルズィツキー大佐と2人の憲兵、その他の乗る3台のそりも続いた。
3月13日の午後、馬場で近衛大隊2隊の演習を視察した後、アレクサンドル2世の馬車はボルシャヤ・イタリアンスカヤ通りへ曲がり、マラヤ・ソドーヴァヤ通りの地雷を迂回してしまった。前もって決めてあった合図どおり、ペロフスカヤはハンカチを取り出して鼻をかみ、暗殺者たちを運河へ送り出した。冬宮殿への途上、皇帝は従姉であるエカテリーナ大公女を訪問しようと思い立った。これは暗殺者たちに、徒歩で運河へたどり着くのに充分な時間を与える結果となった。ミハイロフを除く全員が新しい持ち場についた。

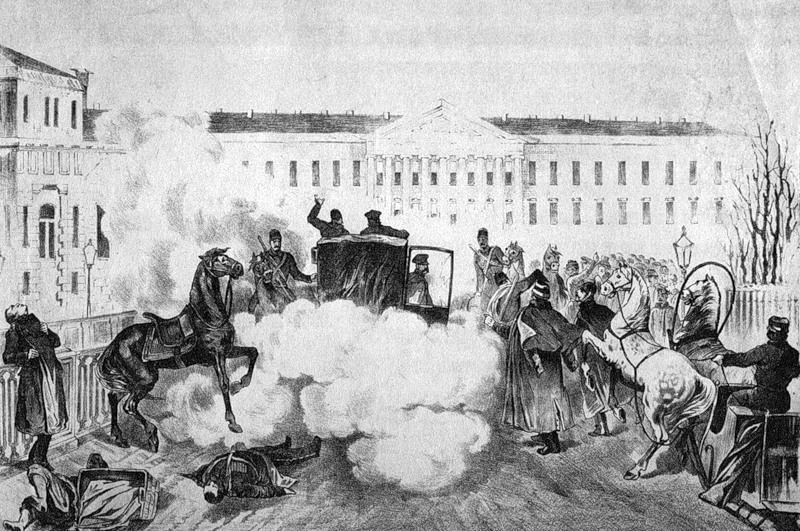
1発目の爆弾が爆発した直後の現場

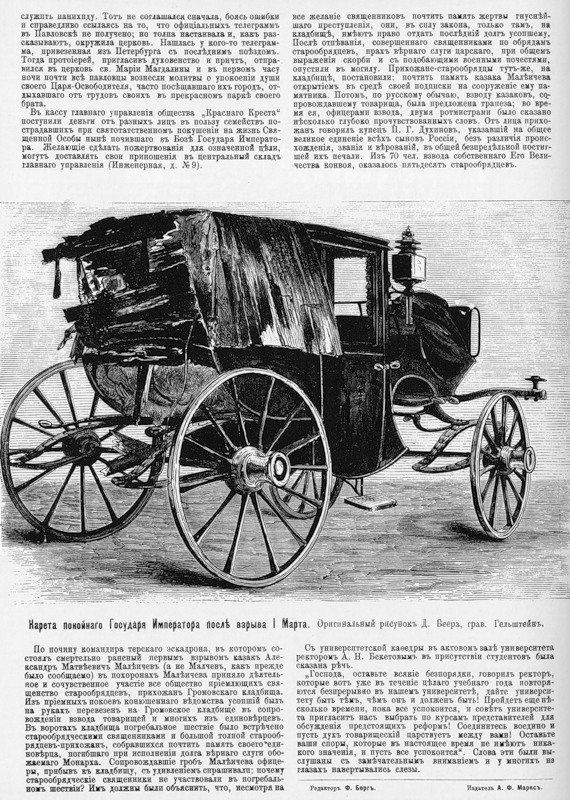
破損したアレクサンドル2世の馬車

午後2時15分、馬車は埠頭から140メートルほどの場所で、ハンカチに爆弾を包んで隠し持っていたリサコフと遭遇した。ペロフスカヤの合図で、リサコフは馬車の下へ爆弾を投げ込んだ。後方に従っていたコサック兵（アレクサンドル・マレイチェフ）が致命傷を受け、その日まもなく死亡した。負傷者にはその他、肉屋の配達夫だった14歳の農夫の少年（ニコライ・ザハロフ）がいた。しかし、爆発は防弾装備の施された馬車を傷つけたにすぎず、皇帝は慄えながら馬車の外へ出たが、傷を負ってはいなかった。リサコフは直ちに取り押さえられた。彼が群衆の中の誰かに向かって叫ぶのをドヴォルズィツキー長官が聞いている。御者は皇帝に身を屈めるよう懇願した。ドヴォルズィツキーは皇帝をそりで冬宮殿へ送り届けると申し出た。皇帝は承諾したが、その前に犯人を見届け、被害の状況を調べることにした。彼は負傷者に見舞いの言葉を述べている。側近の不安げな問いに対しては、「幸い、私はなんともない」と答えた。

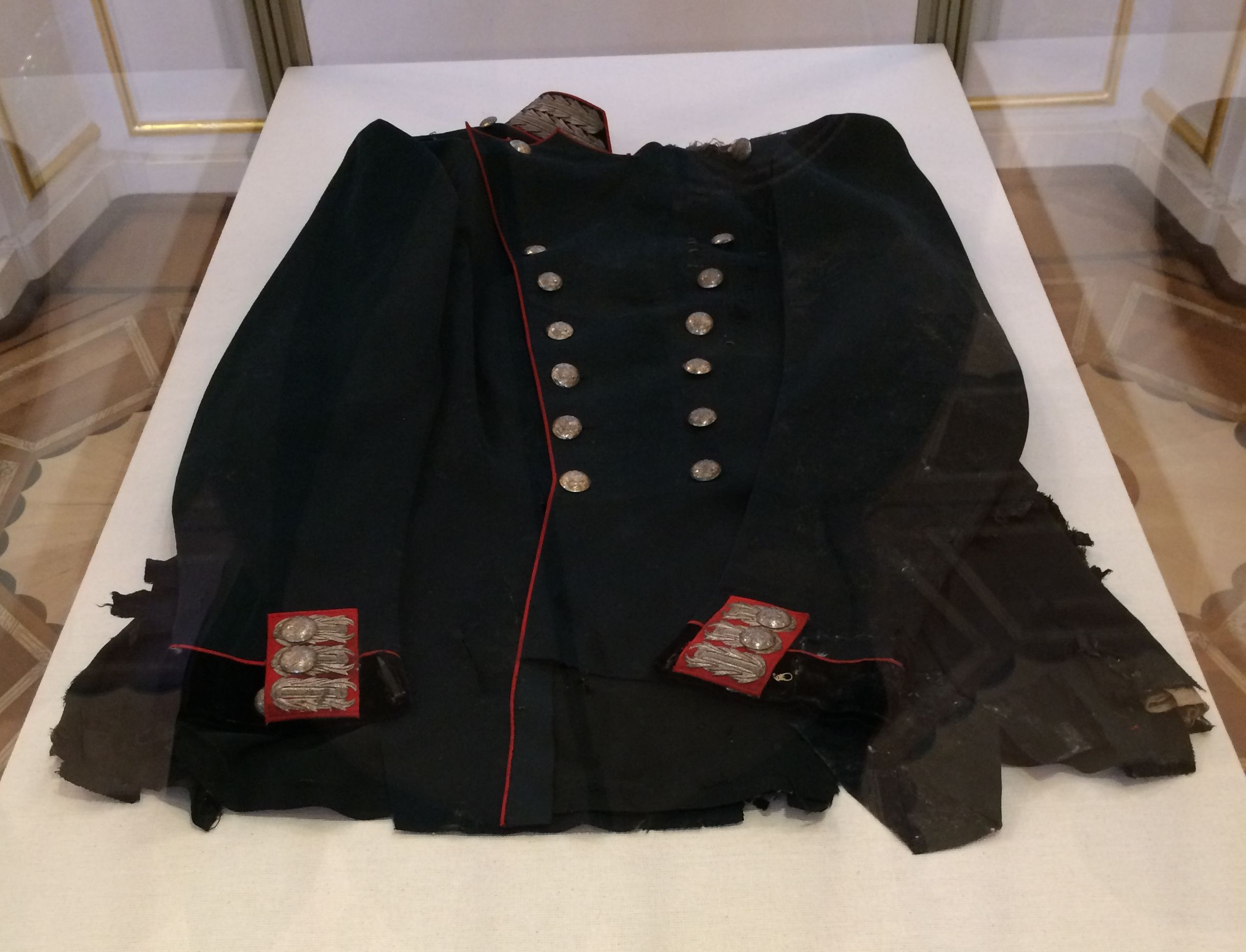
暗殺時アレクサンドル2世が着用していた軍服

2人目のフリニェヴィエツキが近寄り、爆弾を突然足元に投げた時、皇帝がその場から去る用意は既に整っていた。2度目の爆発は空を切り裂き、皇帝は暗殺者もろとも重傷を負って地面に倒れこんだ。群衆が皇帝のまわりに密集していたため、フリニェヴィエツキの放った爆弾は1発目よりも大きな被害をもたらした（自身も負傷したドヴォルズィツキー長官によれば、負傷者は程度の差こそあれ20人余りにのぼった）。アレクサンドル2世は右腕を支えにして横たわっていた。両脚は膝から下が引き裂かれ出血がひどく、腹部は裂けて開いており、顔はずたずたに傷ついていた。爆発によって致命傷を追ったフリニェヴィエツキもまた、皇帝と肉屋の少年の隣に横たわっていた。
3人目のイワン・イェメリアノフは群衆の中で、爆弾を詰めたブリーフケースを、いつでも投げられるように握っていた。他の2人が失敗したときのための予備の爆弾だった。しかし彼は他の群衆と一緒に、助けを求める皇帝のか細い声に走り寄った。「冬宮殿へ連れて行ってくれ…私はそこで死ぬつもりだ…」皇帝はそう絶え絶えに呟いていた。アレクサンドル2世はそりで冬宮殿の執務室へ運ばれた。20年前のほぼ同じ頃、農奴解放令にサインした同じ場所だった。ロマノフ家の一族が駆けつけ、コミュニオンと最後の機密が執り行われた。あとどれほどか、と問われた侍医セルゲイ・ボトキンは、「15分ももたぬでしょう」と答えている。午後3時30分、アレクサンドル2世の皇帝旗がポールから永遠に降ろされた。

## 逮捕、裁判、刑罰
致命傷となった2発目の爆弾を投げたフリニェヴィエツキは近隣の軍病院に運ばれた。取り調べに名前すら明かすことを拒み、数時間の苦痛の後、その夜に息を引き取った。最初に爆弾を投げ現場で取り押さえられたリサコフは、生き延びるために捜査に協力した。彼の証言で計画の関係者が割り出されたことにより、警察は組織の本部に踏み込んだ。踏み込みは暗殺の2日後の3月15日に行われた。ゲーシャ・ゲルフマンは逮捕され、ニコライ・サブリンは警察に何発か発砲した後、逮捕を免れるために自殺した。ミハイロフは翌日、短い銃撃戦の末に同じ建物で捕らえられた。ツァーリ警察は3月22日にソフィア・ペロフスカヤを、29日にニコライ・キバリチチを、4月14日にイワン・イェメリアノフを検挙した。

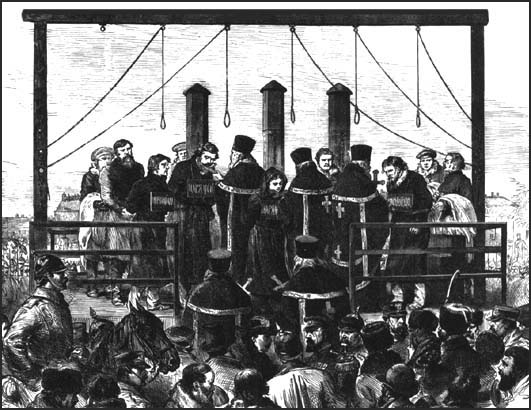
セミノフスキー連隊の演習場で行われた暗殺首謀者たちの処刑。左に「農奴階級の頑健な男」と言われた執行人のフロロフがいる。受刑者は左からリサコフ、ジェリャーボフ、ペロフスカヤ、キバリチチ、ミハイロフ。

ジェリャーボフ、ペロフスカヤ、キバリチチ、ゲルフマン、ミハイロフ、リサコフの6人は、3月26日から29日にかけて開かれた元老院特別法廷で絞首刑を宣告された。国家に対する犯罪の名を以て、刑は1881年4月15日に執行された。ゲーシャ・ゲルフマンに対する刑は、彼女が妊娠していたため延期された。後にアレクサンドル3世が彼女を無期限のカトルガ（強制労働）に減刑している。彼女は1882年1月、出産後の合併症で死亡した。生まれた娘もほどなく亡くなっている。
イェメリアノフは翌年、終身刑と強制労働を言い渡されたが、20年後にアレクサンドル3世より恩赦を受けた。ヴェラ・フィグナーは、オデッサで暗殺計画を指揮していた1883年2月10日に捕らえられた。1884年には絞首刑を宣告されたが、後に無期懲役に減刑された。彼女の母親が死に際し、最後の皇帝ニコライ2世に嘆願書を送ったことにより、やはり20年後に釈放された。

## その後

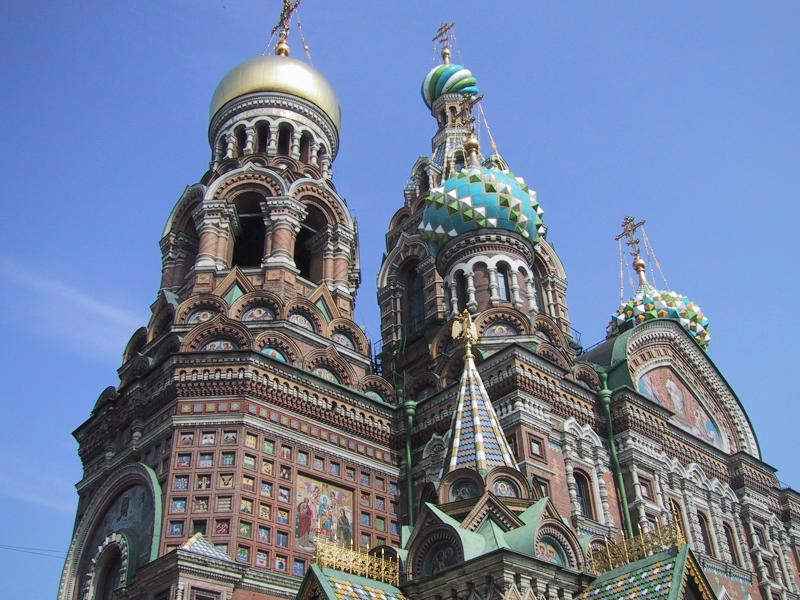
暗殺現場の上には血の上の救世主教会が建てられた。

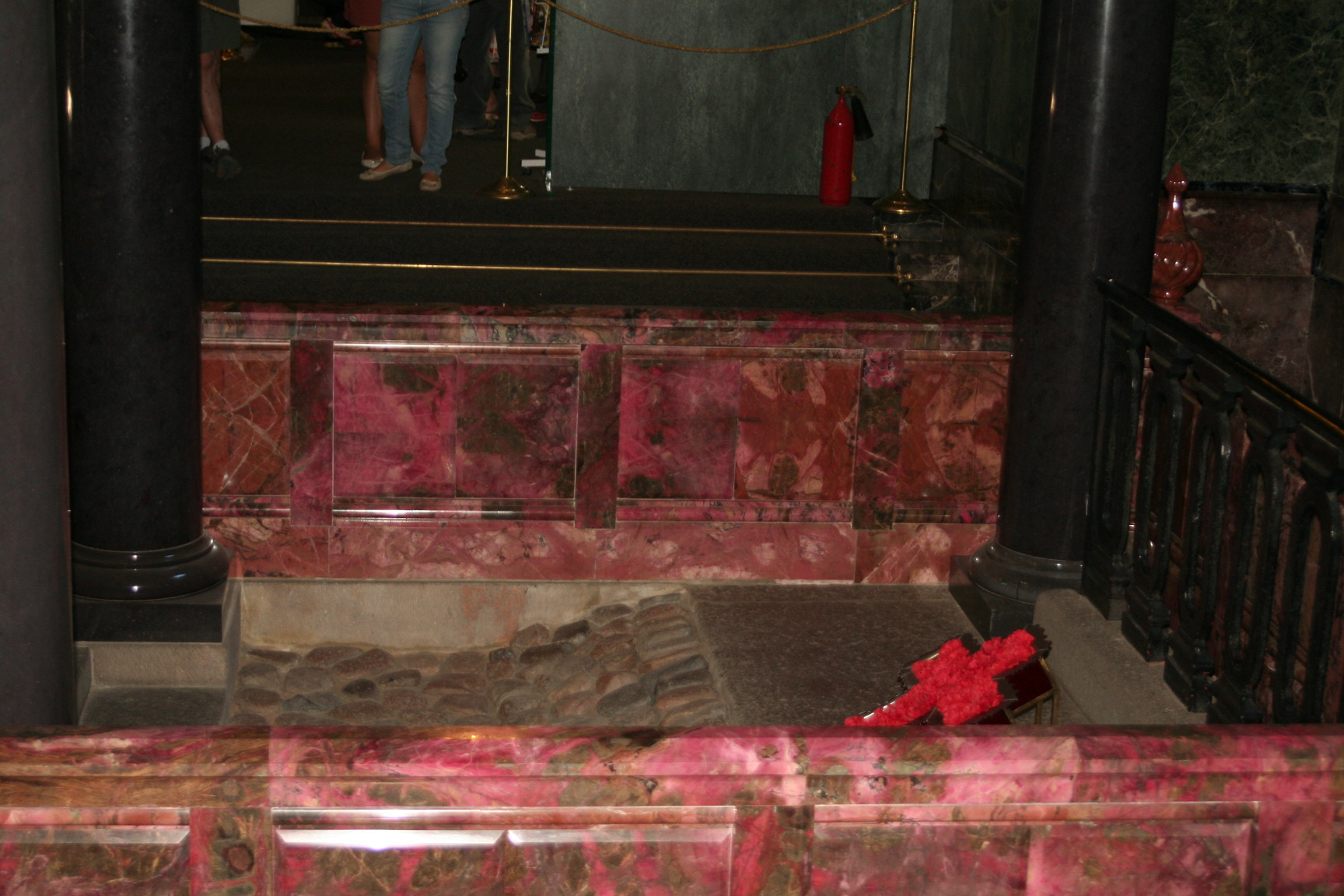
暗殺が行われた場所にあった道路と歩道の舗装、埠頭の縁石と鉄柵

現場には、聖堂を建てるための計画と資金が整うまでの間、仮の廟が設けられた。暗殺の起きたまさにその場所に廟を建設するため、運河は幅を狭められることとなった。皇帝の通った道路の区画を教会の敷地内に収めるためである。聖堂は血の上の救世主教会と名づけられた。建設はアレクサンドル3世のもと1883年から始まり、ニコライ2世の治世下の1907年に完成した。 黄金の天蓋を戴く廟が、聖堂内の祭壇とは反対側の端、アレクサンドル2世遭難の地に建てられた。廟はトパーズ、青金石、その他の半貴石の豪奢な装飾に彩られ、当時の道路の舗装そのままの質素な石畳の床と好対照を成している。